# Christian Drouet
Pour les articles homonymes, voir Drouet.
Christian Drouet, né le 23 décembre 1947 à Herserange (Meurthe-et-Moselle) et mort le 26 septembre 2021 à Rives d'Andaine (Orne), est un footballeur français. Il joue au poste d'attaquant dans les années 1960 et 1970.

## Biographie
Christian Drouet commence le football en Meurthe-et-Moselle. En 1965 il est international junior.
Il joue au FC Nantes lors des saisons 1966-67 et 1968-69, après un passage au Bataillon de Joinville lors de la saison 1967-68.
Joueur à l'US Boulogne de 1969 à 1973, il rejoint le Stade lavallois alors dirigé par Michel Le Milinaire de 1973 à 1975. Il est en parallèle employé de commerce.
Il termine sa carrière en 1975-76 à la JGA Nevers. Au total, il dispute 218 matchs en Division 2 pour 24 buts, et quatre matchs en Division 1 pour deux buts.
Il meurt le 26 septembre 2021 à l'âge de 73 ans.